# Nadelburg

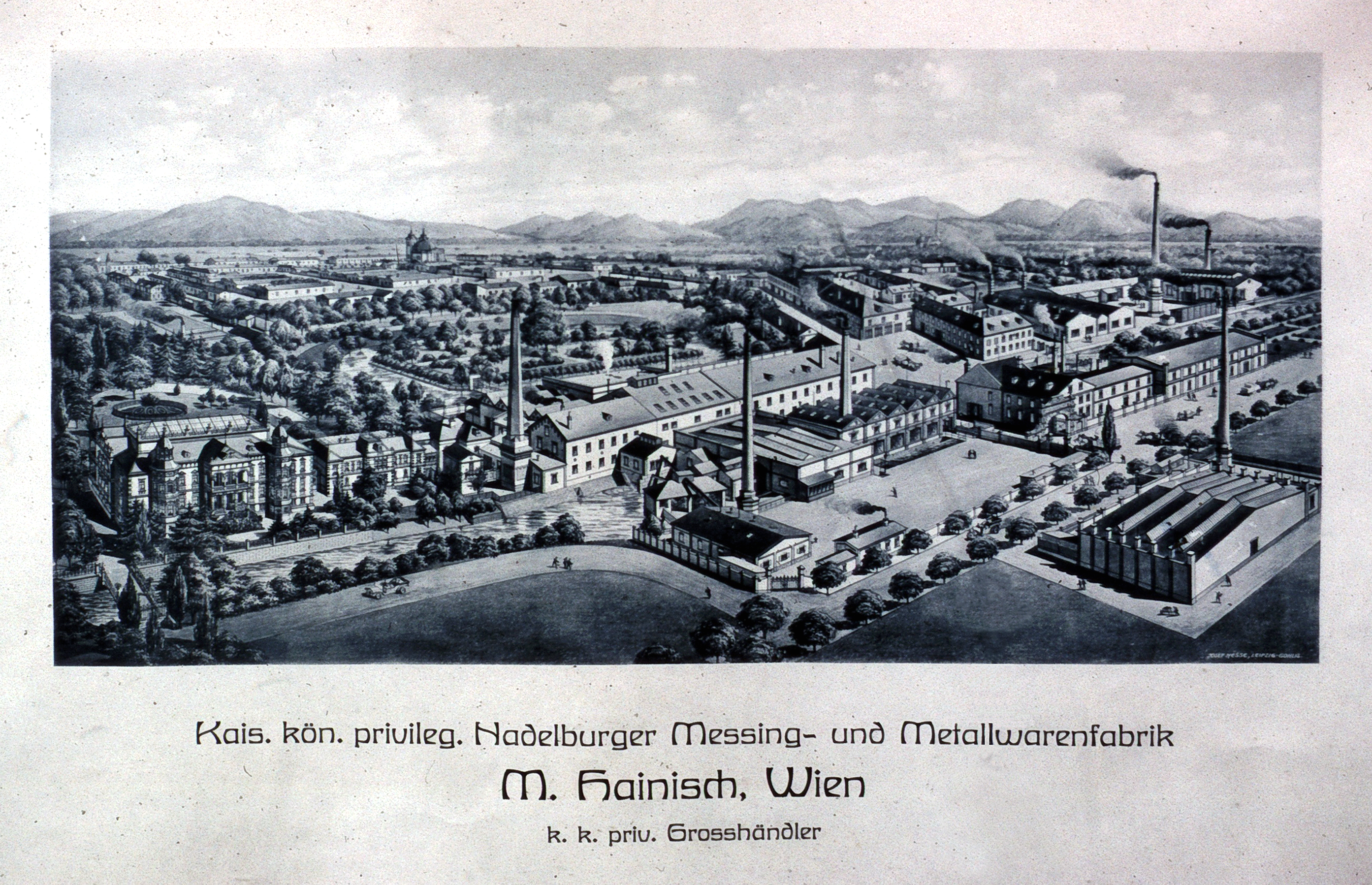
Industrie-, Arbeitersiedlung bzw. Gemeinde Nadelburg, Werbeplakat (ca. 1895)

Nadelburg ist eine planmäßig angelegte Fabriksssiedlung und liegt in der Gemeinde Lichtenwörth (Niederösterreich). Sie wurde 1747–1756 errichtet.
Sie ist zwar mit dem Hauptteil von Lichtenwörth zusammengewachsen, wird aber im Ortsverzeichnis der Statistik Austria als Dorf geführt.

## Geschichte
Die Nadelburg fällt in den Ursprung der Industrialisierung in Österreich und ist für die Industrie-, Kultur- wie Sozialgeschichte entsprechend bedeutsam. Gemäß der von Manfred Wehdorn 1984 publizierten Wertanalyse zählt die Arbeitersiedlung, die nach einem einheitlichen Grundplan errichtet wurde, zweifellos zu den ältesten, noch weitgehend einheitlich erhaltenen Anlagen dieser Art in Europa.
Sie wurde unter Maria Theresia errichtet, unter deren Regentschaft das Steinfeld generell systematisch entwickelt wurde, etwa auch durch Anlage der Siedlung Theresienfeld.
Nach den Erweiterungen der Fabriksanlage im späteren 19. Jahrhundert wurde auch die Siedlung erweitert und der Bereich an der Aufeldgasse mit einbezogen.
1930 kam mit den Fabriksschließungen eine deutliche Zäsur, auch die Schäden des Zweiten Weltkrieges brachten mit sich, dass originale Bausubstanz zugunsten von Neubauten aufgegeben wurde, dies wurde in den folgenden Jahren weitergeführt.
Durch mangelndes öffentliches wie privates Verständnis ließ man die Anlage allmählich verfallen. Erst 1986, als das Ensemble unter Denkmalschutz gestellt wurde, begann ein Umdenken. Unter anderem der Privatinitiative des historisch interessierten Lichtenwörthers und Hauseigentümers in Nadelburg, Franz Gehrer (1924–1997), ist es zu verdanken, dass Existenz wie Geschichte der Nadelburg nicht weiter in Vergessenheit geraten sollten. Er gründete Mitte der 1980er-Jahre ein Heimatmuseum, in welchem er die von ihm zusammengetragenen siedlungs- wie werksbezogenen Objekte unterbrachte und in der Folge zur Schau stellte. Im Laufe der Jahre hatten sich hunderte Schaustücke, Fotos und Dokumente angesammelt, welche heute im 1756 fertiggestellten Winkelhaus, einem privat geführten Museum, aufbewahrt werden.
Der Großteil des Gasthofes, des einstigen sozialen Mittelpunkts der Arbeitersiedlung, wurde 1991 abgerissen, nur das Saalgebäude ist erhalten und steht noch unter Denkmalschutz. Im Dehio aus dem Jahr 2003 wird angegeben, dass von ursprünglich 56 Bauten noch 45 erhalten sind.

## Die Fabrik
1747 wurde die Metallwaren- und Messingnadelfabrik (samt Drahtzug) Nadelburg durch ein zugunsten von Johann Christian Zug, Inhaber eines Kupferhammers zu Liechtenwörth, ausgestelltes landesfürstliches Privileg gegründet. Bereits 1751 ging der Betrieb wegen seiner nachteiligen Finanzlage in das Eigentum des Staates (k.k. Münz- und Bergwerksdirektorium) über. 1767 kam das passiv gebliebene Werk an Theodor I. Graf Batthyány, nach dessen Tod im Versteigerungswege an den Wiener Großhändler Anton Hainisch, unter dessen Leitung der Betrieb zu hoher Blüte gelangte.
Im Vormärz wurden die Drahtziehereien durch Walzwerke ersetzt und durch eine Baumwollspinnerei ergänzt. Erzeugt wurden über 800 verschiedene Gegenstände wie etwa Bügeleisen, Nadeln, Gewichte oder Mörser. 1867, nach einem Großbrand, wurden die Gebäude erneuert, weitere Veränderungen gab es um 1890. Die Nadelburger Metallwarenwerke wurden 1930 geschlossen. Im Adressbuch von Österreich waren im Jahr 1938 in Nadelburg die Baumwollspinnerei Nagler & Opler, die Gummibandweberei Reiß & Breth und eine Weberei verzeichnet.
Von der Nähnadelfabrik sind nur noch Außenmauern aus der Zeit um 1890 erhalten, die sägezahnförmige Sheddächer aufweisen, sie sind einem Wohngebäude neueren Datums vorgeblendet.

## Die Siedlung
Die Arbeitersiedlung ist um mehrere Straßen gruppiert, wobei die heutige Fabriksgasse, die in einem kleinen Platz um die Kirche mündet, als Ost-West-Achse fungiert und die heutige Kindergartenstraße als Nord-Süd-Achse, von der drei kürzere Stichgassen weggehen. Als Südgrenze kann man die heutige Adlertorgasse annehmen. Die Straßen waren ursprünglich unbefestigt. Westlich der Siedlung und nordöstlich der Fabrik befindet sich ein Park mit kleiner Teichinsel, auf der sich die Fabrikantenvilla befand.
Die Häuser sind eingeschoßig und waren ursprünglich nicht unterkellert. Zur Straße hin giebelständig mit Satteldächern weisen sie schlichte Putzfassaden auf und sind durch straßenseitige Gartenmauern aneinander angebunden. Im Inneren waren sie nach einem gemeinsamen Schema angelegt: um eine Gemeinschaftsküche befanden sich links und rechts jeweils eine Wohneinheit für eine Familie.
Die Siedlung war von einer Mauer umgeben, die in geringen Restbeständen noch erhalten ist. Es gab drei Tore, von denen zwei noch stehen. Eines, das Tor zur Fabrik in der Fabriksgasse, stammt allerdings aus dem späteren 19. Jahrhundert und ist in Sichtziegelbauweise gehalten. Aus der Bauphase gibt es noch das Adlertor: ein Rundbogenportal mit volutengerahmten Giebel, das von einem monumentalen Doppeladler bekrönt wird. Beide Tore stehen unter Denkmalschutz (Listeneintrag zum Adlertor, Listeneintrag zum Fabrikstor).

### Die Kirche
Die Filialkirche hl. Theresia wurde 1756–59 vom Hofarchitekten Nikolaus Pacassi errichtet. Es ist ein überkuppelter Zentralbau auf ovalem Grundriss mit markantem Doppelturmpaar, die Türme weisen geschweifte Helmen und wuchtige Uhrengiebeln auf. die Westfront ist pilastergegliedert und mit einem Dreiecksgiebel versehen. Im Inneren befinden sich sechs korbbogig geöffnete Kapellnischen und eine Altarnische im Osten. Der Hochaltar ist eine Marmormensa mit Tabernakel, die von adorierenden Engeln flankiert wird, das Altarbild zeigt Christus am Kreuz mit der heiligen Theresia (die angeblich die Gesichtszüge Maria Thersias haben soll) und Grubenarbeitern aus Schemnitz (von wo viele der ursprünglichen Siedler kamen). Die Kirche steht unter Denkmalschutz (Listeneintrag).

### Die Fabrikantenvilla
Die 1891 erbaute und 1951–1958 abgerissene Fabrikantenvilla befand sich auf der Teichinsel. Sie war in einem späthistoristischen Stil gehalten, ebenso wie die zwei erhaltenen Nebengebäude: ein Gärtnerhaus (auch Heizhaus des gleichfalls abgerissenen Palmenhauses) und ein Stallgebäude im Sichtziegelstil an der Kindergartengasse.

### Der Tanzsaal
Der Tanzsaal ist der letzte Rest des 1991 abgerissenen Gasthauses, das der soziale Mittelpunkt der Siedlung war. Er wurde 1747–1756 als Stallgebäude errichtet und um 1820 adaptiert. Es ist ein schlichter mit großem Rechteckportal und Rundbogenfenstern unter einem Satteldach. Im Inneren ist der Dachstuhl offen und an den Schrägen befinden sich gemalte Medaillons mit tanzenden weiblichen Figuren. Er steht unter Denkmalschutz (Listeneintrag).

### Sonstige Gebäude
Fabriksgasse 4 ist der sogenannte „Lange Gang“: ein langgestrecktes um 1865 errichtetes Fabriksgebäude, das bereits 1885 für Wohnzwecke adaptiert wurde. Fabriksgasse 5 ist das ehemalige Verwaltungsgebäude der Fabrik, das vor 1820 erbaut und nach 1867 verändert wurde. Es weist ein Satteldach und einen mit Schopfwalmdach versehenen Zwerchtrakt auf. In der Walzergasse 8 befindet sich das aus der Gründungsphase stammende Winkelhaus, dessen Seitenflügel später dazugebaut wurden. Es weist schlichte Putzfassaden, Kastenfenster und hofseitig Steingewändefenster auf. Im Inneren hat es Holztramdecken, in den Küchen befinden sich über den Holzbalken Tonnengewölbe. In diesem Gebäude ist das Museum untergebracht. Streckergasse 6 ist das ehemalige Schulhaus.
Die Siedlungshäuser stehen gemeinsam mit den unter Sonstige Gebäude angeführten Objekte sowie dem ehemaligen Reitstall der Fabrikantenvilla als Ensemble unter Denkmalschutz (Listeneintrag).

## Galerie

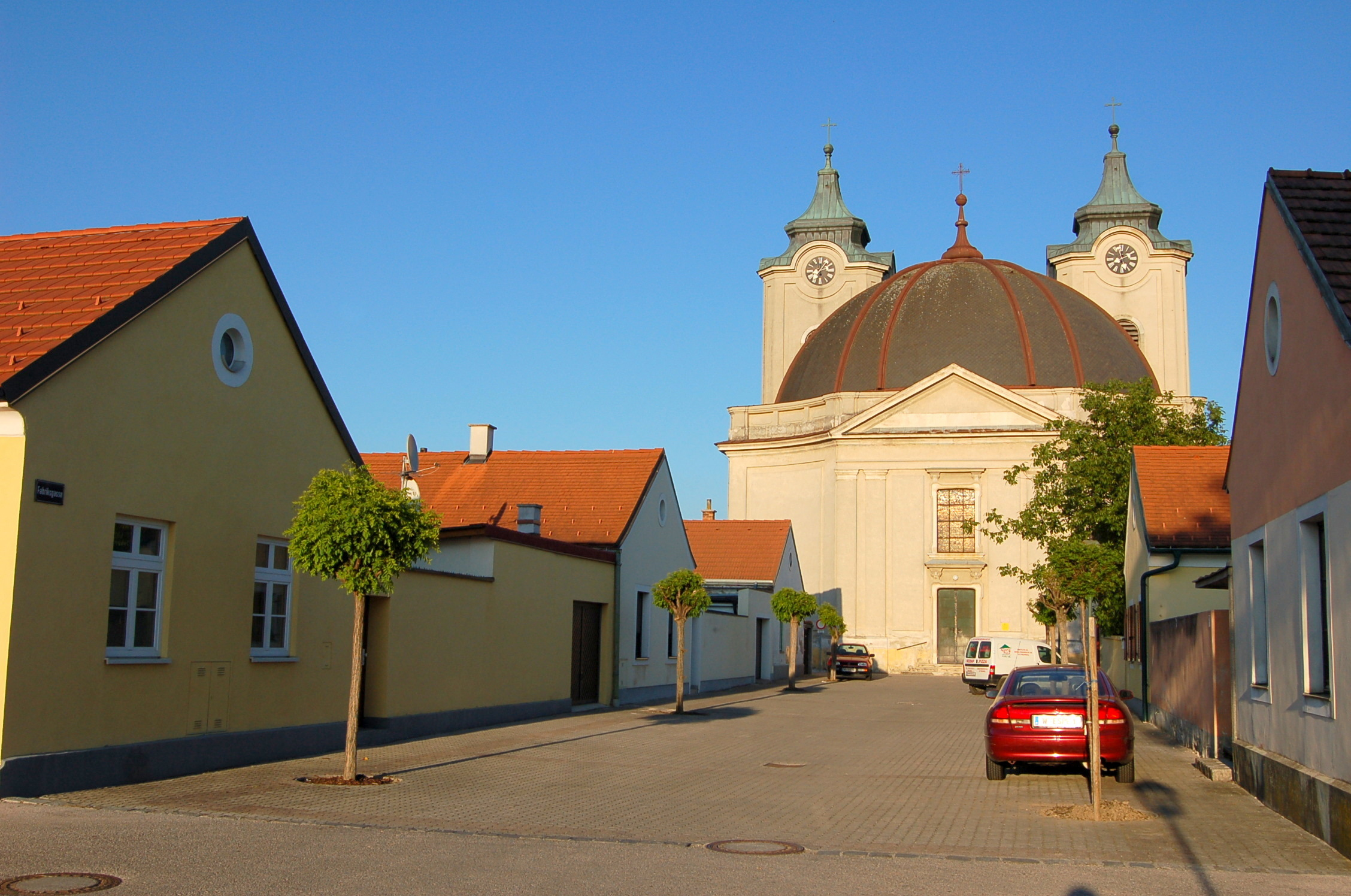
Nadelburg, Fabriksgasse mit Theresienkirche
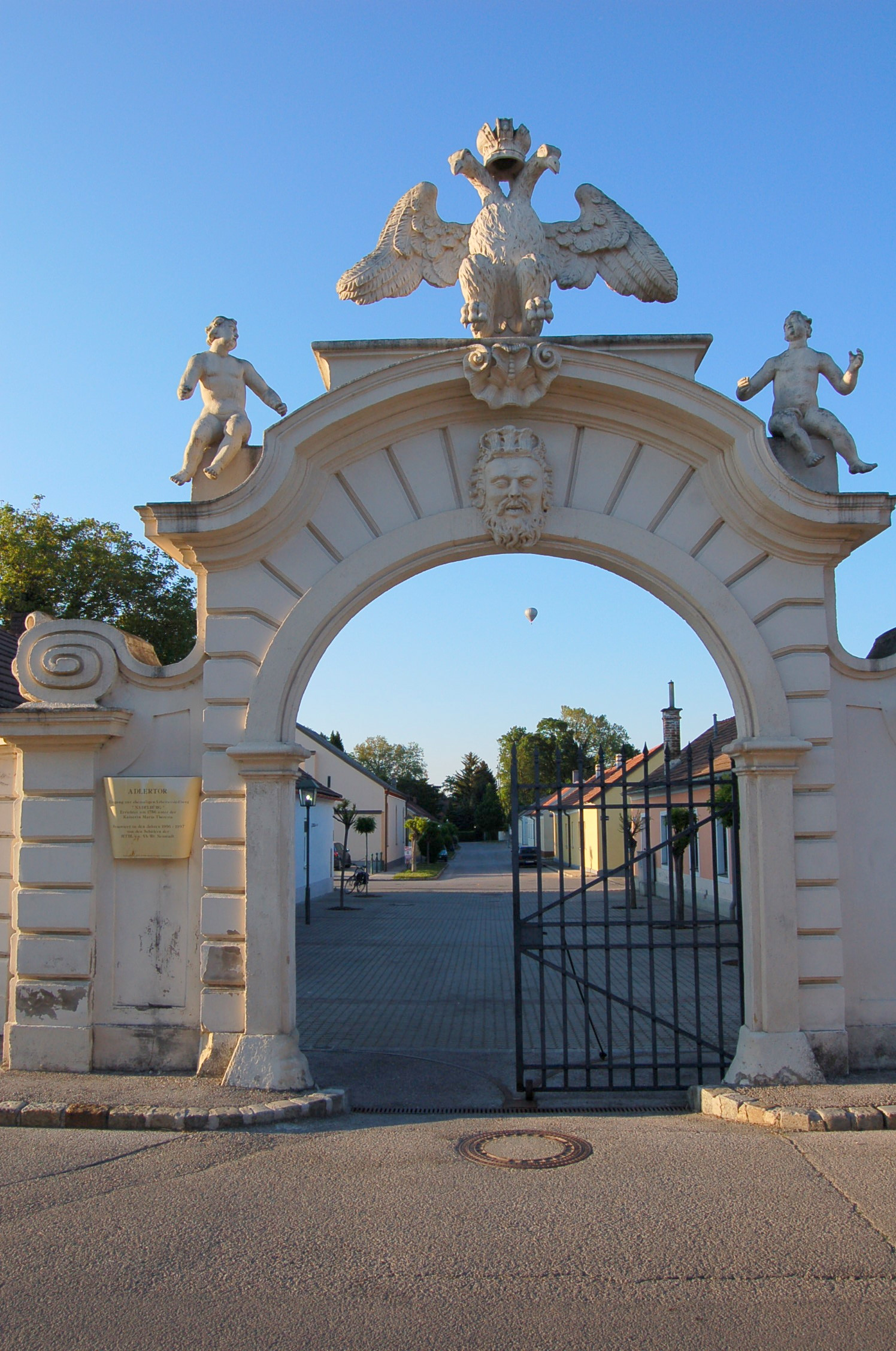
Nadelburg, östlicher Siedlungseingang Adlertor, dahinter Adlertorgasse
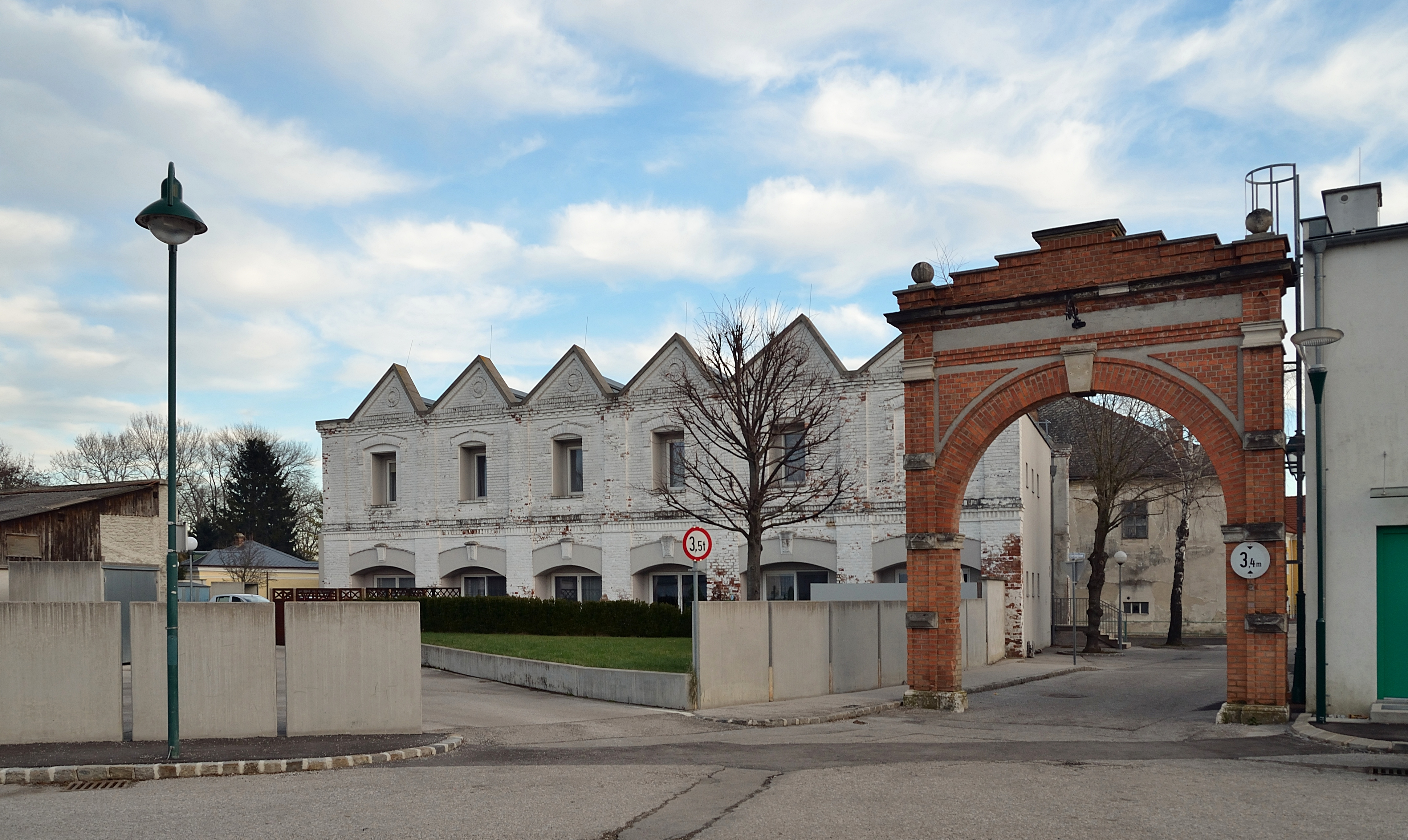
Die erhaltene Fassade der Fabrik mit dem Fabrikstor
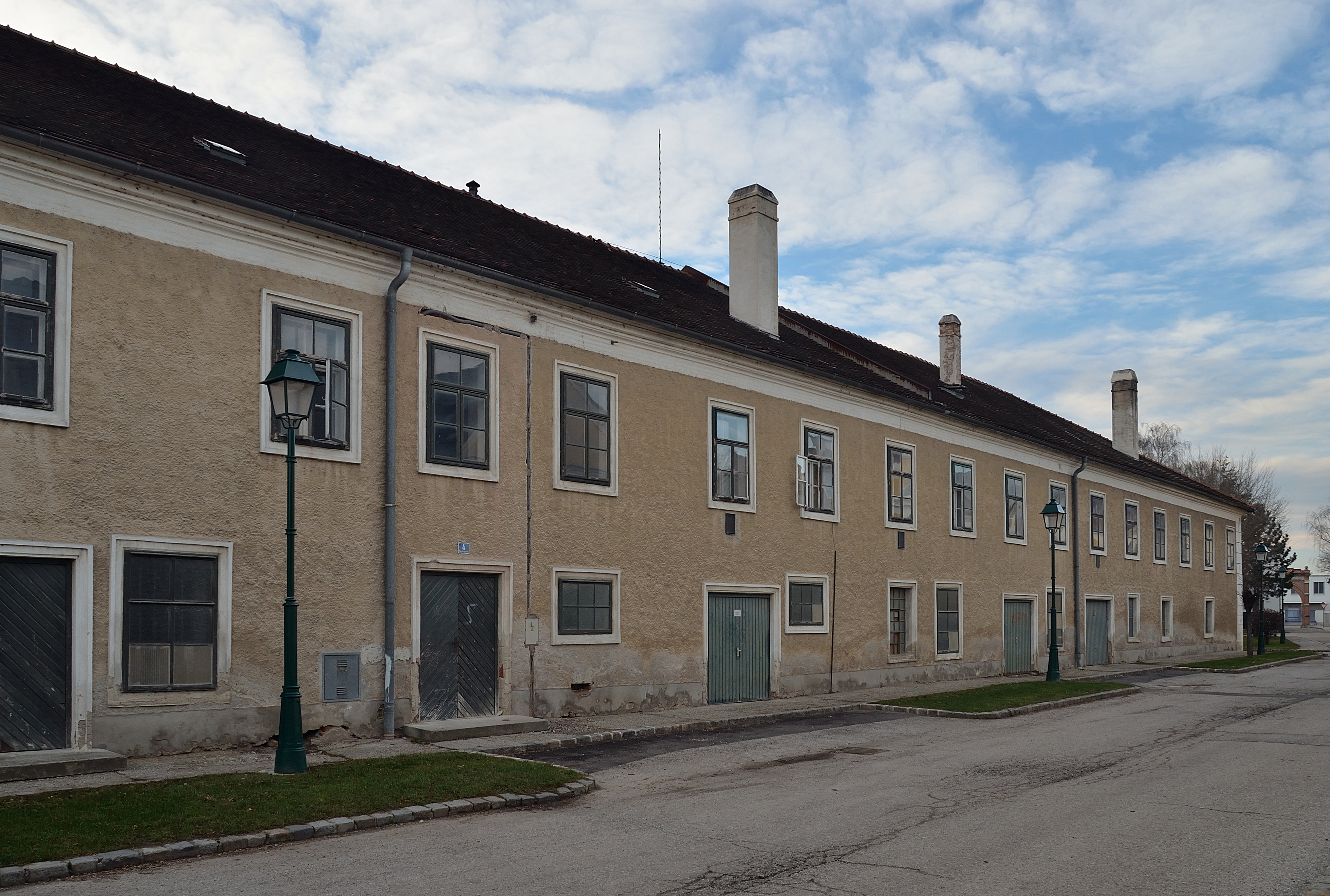
Der „Lange Gang“
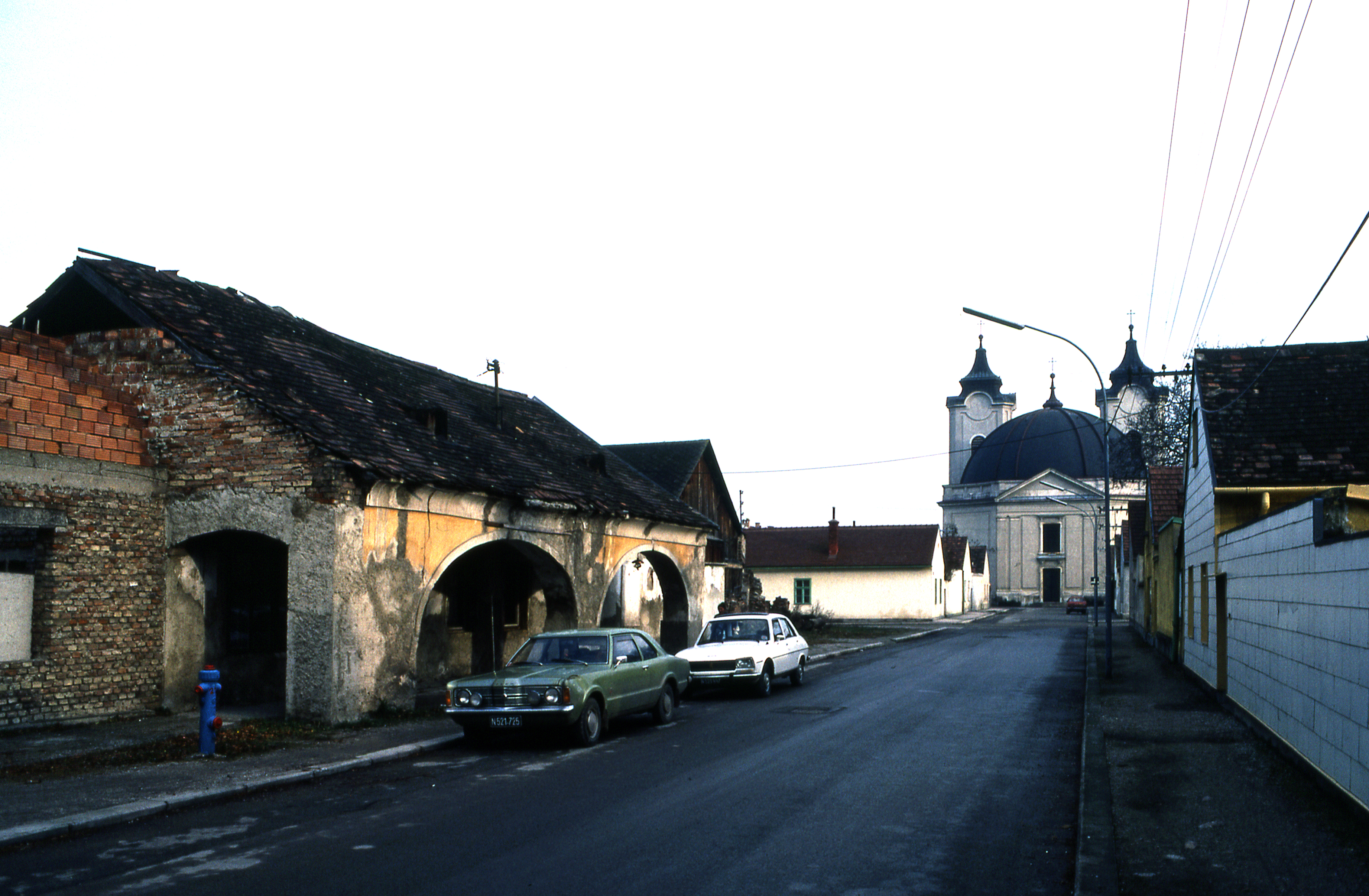
Nadelburg, Fabriksgasse, Reste des vorgenannten ehemaligen Gasthauses mit Stall (um 1982)
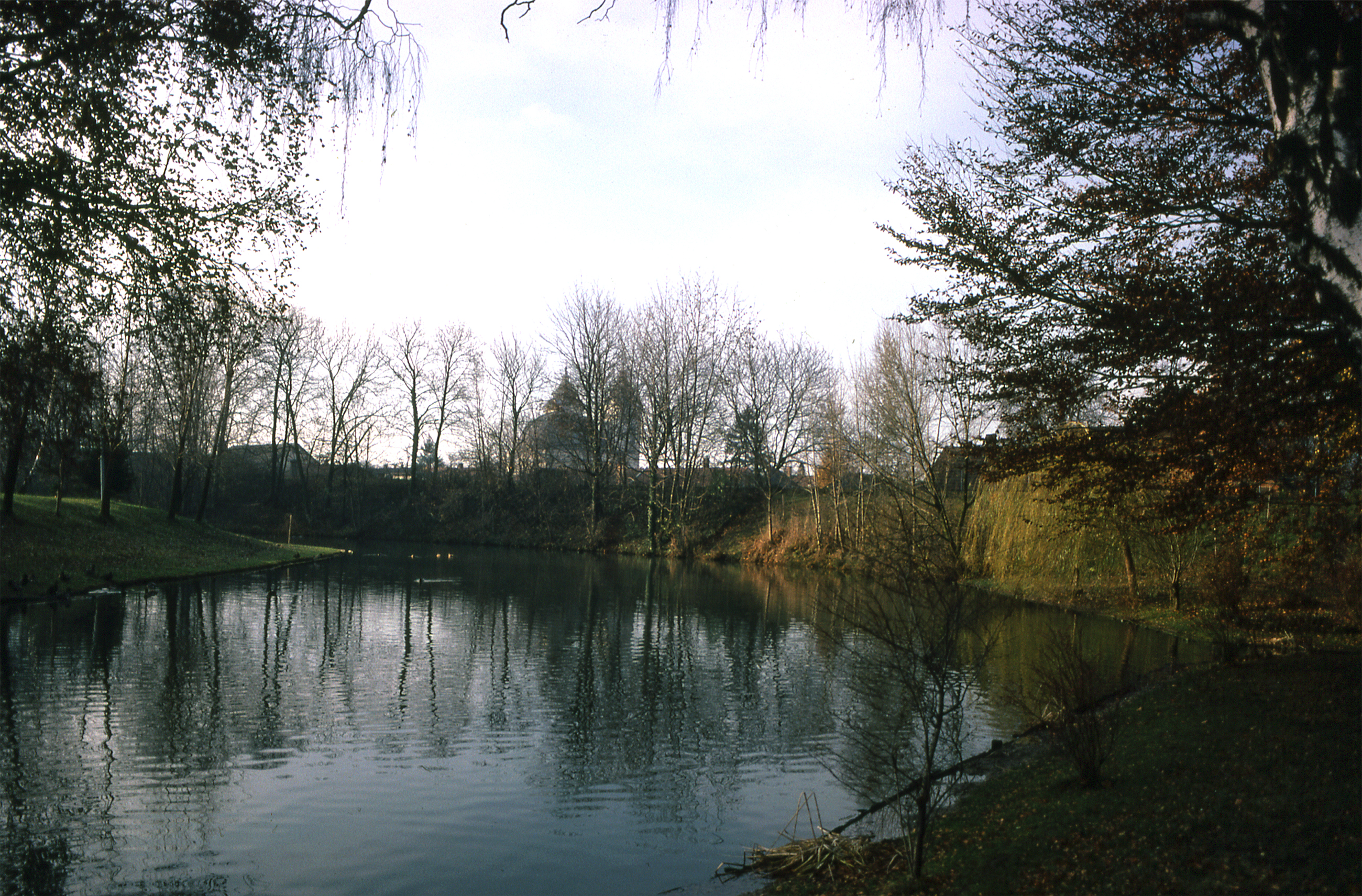
Nadelburg, Villateich, Blick vom Inselzugang über die Aufschüttung zur Theresienkirche (um 1982)
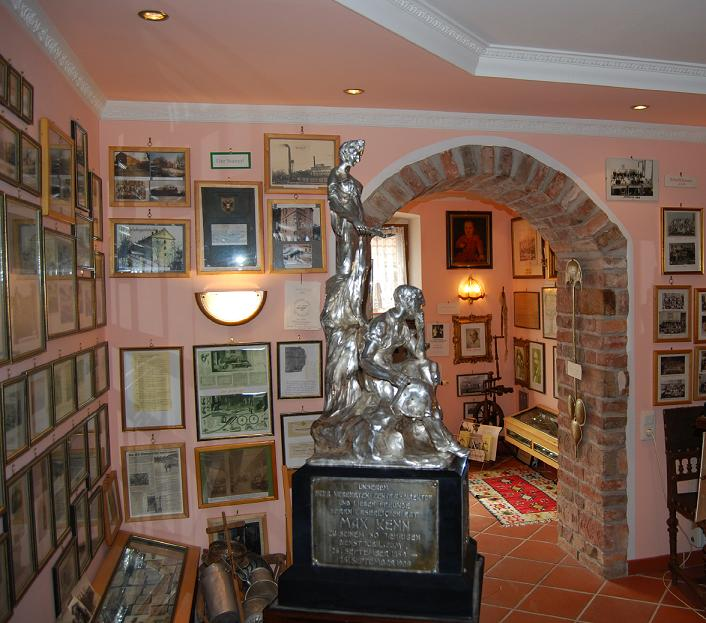
Innenansicht vom Nadelburgmuseum, Großer Schauraum
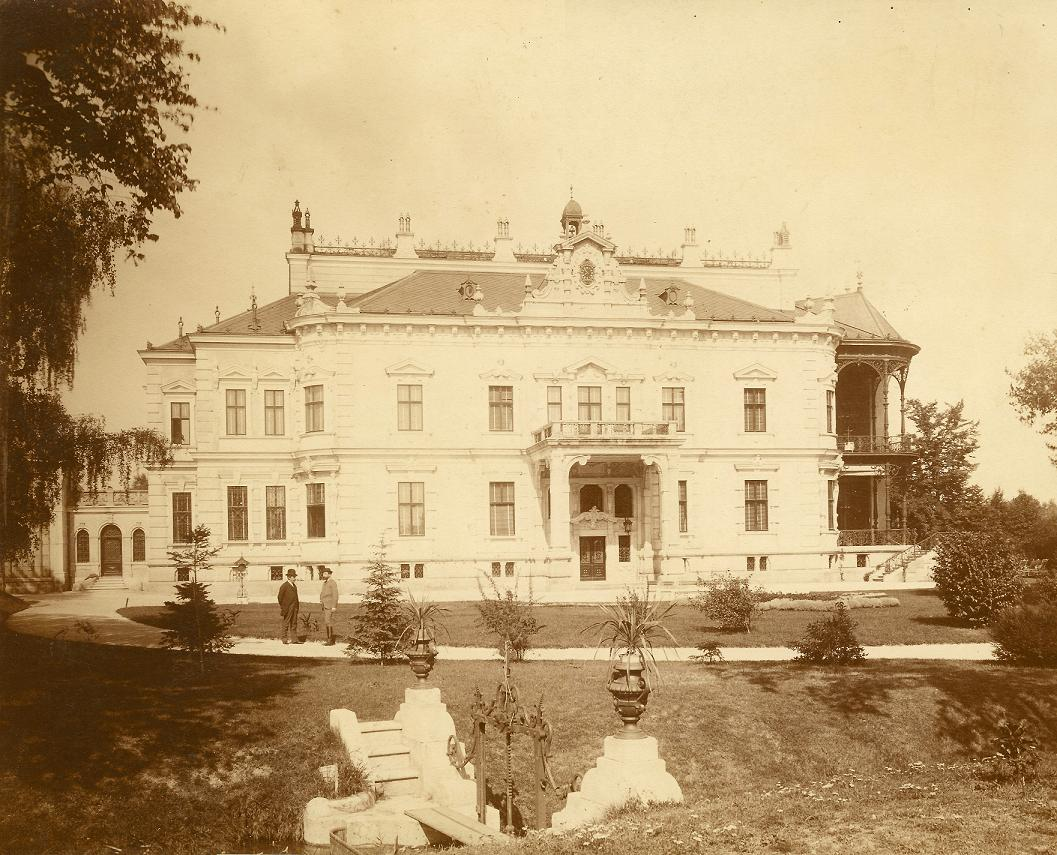
Fabrikantenvilla, Aufnahme aus der Zeit um 1890